# Yrjö Aaltonen
Yrjö Aaltonen (31 tháng 1 năm 1916 - 19 tháng 4 năm 1979) là một đạo diễn hình ảnh và diễn viên người Phần Lan. Ông sinh ra ở Rauma.

## Sự nghiệp điện ảnh
- Miriam 1957, diễn viên
- Nuoruus Vauhdissa 1961, đạo diễn nhiếp ảnh
- Gabriel, Tule Takaisin 1951, đạo diễn nhiếp ảnh
- Pikku Pietarin Piha 1961, đạo diễn nhiếp ảnh
- Sinut Mina Tahdon 1949, đạo diễn nhiếp ảnh.[2]